# UFC Fight Night: Cerrone vs. Till
UFC Fight Night: Cerrone vs. Till (también conocido como UFC Fight Night 118) fue un evento de artes marciales mixtas organizado por Ultimate Fighting Championship. Se llevó a cabo el 21 de octubre de 2017 en el Ergo Arena en Gdańsk, Polonia.

## Historia
Este evento fue el primero que UFC organizó en Gdańsk y el segundo en Polonia, después de UFC Fight Night: Gonzaga vs. Cro Cop 2 en abril de 2015.
El evento estelar enfrentó a los pesos wélter Darren Till y Donald Cerrone
El evento coestelar enferntó a Karolina Kowalkiewicz y a Jodie Esquibel en un combate de peso paja femenino.